# 기능 키

PC 104키 미국 영어 키보드 배열. 오렌지색 키가 기능 키이다.

기능 키 또는 펑션 키(Function Key)는 컴퓨터나 단말기의 키보드에 배열된 키의 일부이다. 기능 키에 별도로 정해진 컴퓨터의 기능, 동작을 할당할 수 있다. 일반적으로 특정 기능이 미리 할당되어 있다. 응용 프로그램마다 고유의 기능을 할당하기도 하지만 키 자체가 기능과 직접 관련이 있는 것은 아니다. 'F'와 숫자를 조합하여 'F1', 'F2'와 같은 방식으로 각 키를 부르기도 한다.

## 역사

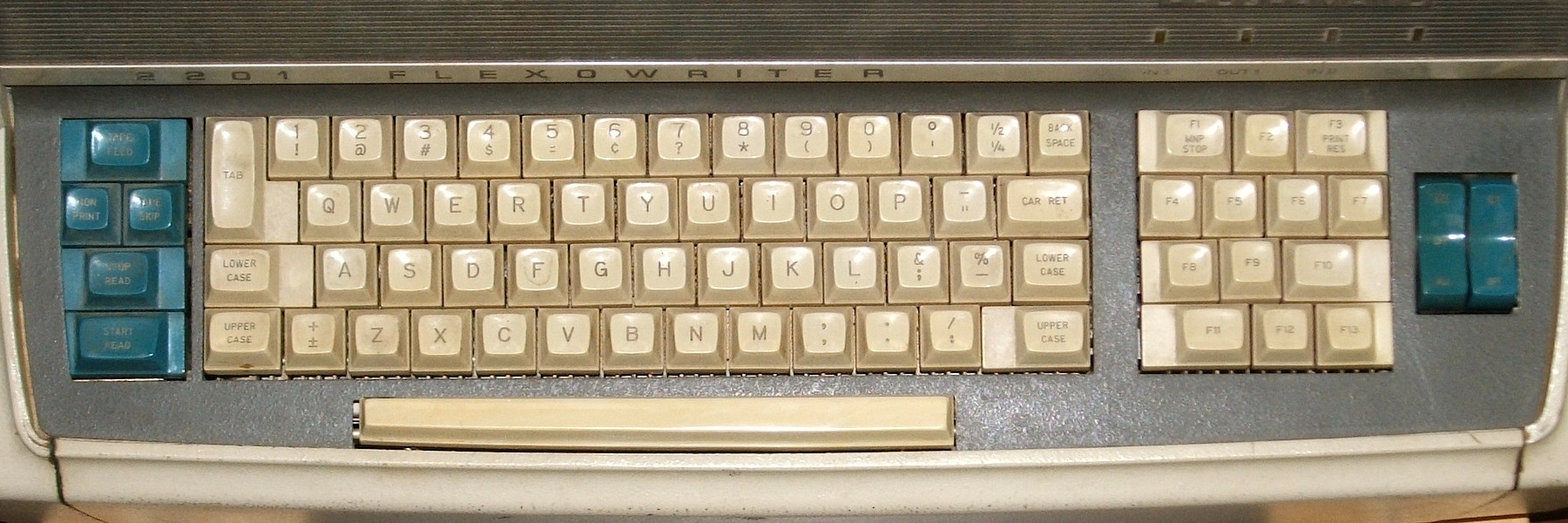
플렉소라이터 자판 (1968년). 13개의 기능 키가 오른쪽에 있다.

1965년에 선보인 Singer/Friden 2201 플렉소라이터 프로그라마틱(Flexowriter Programatic)은 F1부터 F13까지 주 자판의 오른쪽에 13개의 기능 키들이 있었다.

## 같이 보기
- 단축키
- 매크로 (컴퓨터 과학)